# Roberto Moncalvo
Roberto Moncalvo (Settimo Torinese, 8 agosto 1980) è un imprenditore italiano.

## Biografia
Imprenditore agricolo, è stato dal 2011 al 2018 presidente di Coldiretti, la principale organizzazione agricola italiana con 1,6 milioni di associati. È laureato in Ingegneria dell’Autoveicolo al Politecnico di Torino ed è titolare di un'azienda agricola a Settimo Torinese, chiamata Settimomiglio. Nel corso degli anni Moncalvo ha ricoperto diversi ruoli all’interno della Coldiretti, tra cui quelli di presidente di Coldiretti Torino e di Coldiretti Piemonte. Dal settembre 2015 è vice presidente del Comitato delle Organizzazioni Agricole Europee (COPA), l'organismo che dal 1958 rappresenta gli interessi degli agricoltori in Europa.